# Geogamasus ardoris
Geogamasus ardoris är en spindeldjursart som beskrevs av Wolfgang Karg 1976. Geogamasus ardoris ingår i släktet Geogamasus och familjen Ologamasidae. Inga underarter finns listade i Catalogue of Life.